# Portfolio
Ein Portfolio (aus lateinisch portare, „tragen“ und folium, „Blatt“), seltener französisch Portefeuille, ist ursprünglich eine Sammelmappe mit Bewerbungsunterlagen, insbesondere Kunstwerken. Im übertragenen Sinne versteht man unter einem Portfolio einen Bestand an artverwandten Rechtsobjekten, z. B. von Wertpapieren, und allgemeiner eine Zusammenstellung art- oder zweckverwandter Dinge, z. B. das Produktportfolio eines Herstellers.

## Allgemeines
Das Wort Portfolio wird heute in unterschiedlichen Zusammenhängen verwendet, so etwa in verschiedenen Bereichen der Wirtschaft, im Bildungswesen oder in künstlerischen Berufen. Es ist Bestandteil vielfältiger Wortkombinationen, etwa Produktportfolio, Markenportfolio, Projektportfolio, Künstlerportfolio (Sammelmappe). Als Rechtsobjekte für den Inhalt eines Portfolios kommen materielle Güter (Sachen oder Sachgesamtheiten aller Art; insbesondere Waren, Commodities oder Wertpapiere) oder immaterielle Güter (Forderungen, Rechte wie Konzessionen, Lizenzen, Patente, Warenzeichen, Markenzeichen, gewerbliche Schutzrechte, Firmenwerte und Urheberrechte) in Frage. Zwischen den Objekten eines finanziellen Portfolios bestehen Substitutions- oder Austauschbeziehungen, sie sind miteinander korreliert.

## Wortgeschichte
Das Wort Portfolio benutzte zunächst hauptsächlich die Kunst für eine Sammelmappe, in der besondere Dokumente untergebracht sind. Bereits in der Renaissance trugen Architekten oder Künstler in einem solchen Mappenwerk Referenzen zum Zwecke ihrer Bewerbung für einen Bauauftrag oder Akademieplatz mit sich.
Harry Markowitz führte den Begriff Portfolio erstmals 1952 im Rahmen seiner Portfoliotheorie ein, um hiermit den gesamten Bestand eines Wertpapierdepots zu umschreiben und untersuchen. Werden einzelne Wertpapiere in einem Portfolio miteinander kombiniert, führt dies bei gleicher Rendite zu einer geringeren Standardabweichung als bei jedem einzeln betrachteten Wertpapier, dies ist der Kern der Risikodiversifizierung. Auch spätere Weiterentwicklungen dieser Theorie wie das Capital Asset Pricing Model (1964) oder die Arbitragepreistheorie (1976) verwendeten den Begriff Portfolio.
Da auch andere Teilbereiche der Finanzwirtschaft vergleichbare Vermögensmassen mit Anwendbarkeit der Portfoliotheorie besaßen, übernahmen sie das Wort Portfolio für ihre Zwecke (Fonds, Versicherungen, Vermögensverwaltungen, Investmentgeschäft). Schließlich benutzte die Boston Consulting Group das Wort erstmals 1970 für ein Produktportfolio.

## Portfolio als physisches Objekt

### Kunst und Design
Für Berufskreative ist das Portfolio eine Zusammenstellung der besten und wichtigsten Arbeiten und Projekte, an denen man beteiligt war. Es dient zu Bewerbungs- oder Selbstvermarktungszwecken. Ein Portfolio ist üblich in Form einer Mappe, als analoger oder digitaler Datenträger (VHS-Band, CD-ROM, DVD usw.), oder auch als Website im Internet. Modelle oder Schauspieler verwenden eine Auswahl ihrer wichtigsten Arbeiten für die Sedcard, welche eine Kombination von Portfolio und Visitenkarte zwecks Übergabe an potentielle Kunden darstellt. Im Bereich des Films und animierten Designs finden Showreels Verwendung.

„Schon in der Renaissance haben Künstler und Architekten ein Portfolio mit sich geführt, wenn sie sich um Plätze an Akademien oder um Bauaufträge bewarben. Mit Hilfe der darin enthaltenen Dokumente konnten sie nicht nur die Qualität ihrer Arbeit zeigen, sondern zugleich auch, wie sie ihr Können im Laufe der Zeit weiter entwickelt haben. Darüber hinaus konnten anhand von Skizzen und Entwürfen die persönlichen Arbeitstechniken bzw. der eigene Arbeitsstil dargestellt werden.“

In den Vereinigten Staaten gehört ein Portfolio an den Kunst- und Architekturinstituten vieler Hochschulen zu den Bewerbungsvoraussetzungen. Dort wird Wert vor allem auf eine hohe Bandbreite der präsentierten Themen und Techniken gelegt. Manche amerikanischen Highschools bieten spezielle Portfolio-Preparation-Kurse an, in denen Schüler der Klassenstufe 12 ihre Bewerbungs-Portfolios unter der Anleitung und Beratung eines Kunstlehrers erstellen können.

### Bildung

#### Portfolio-Arbeit
Im Bildungsbereich wurde aus dem Marketing seit etwa 2001 der Begriff „Portfolio“, und gar „Portfolio-Arbeit“, ein Modebegriff aus den 1990ern, übernommen.
Von verschiedenen Arten von Portfolios ist seither die Rede:
- Kurs-Portfolio: dient dazu, Produkte und Leistungsbelege aus einem einzelnen Kurs (z. B. Unterrichtsfach Politik, Biologie etc.) zu sammeln.
- Portfolio im Sinne einer Leistungsmappe: sammelt und ordnet bestimmte Produkte, die eine Lernbiographie des Lernenden kennzeichnen bzw. die Entwicklung des Lernenden sichtbar machen oder seine Arbeit an einem Projekt dokumentieren. Es kann als Vorzeigeportfolio, Prüfungsportfolio oder auch als Bewerbungsportfolio verwendet werden.
- Ein Portfolio kann auch Zeugnisse, Stellenbeschreibungen, Auszeichnungen, Zertifikate, Teilnahmebescheinigungen oder auch Lernerfahrungen und -erfolge systematisch erfassen; persönliche Lernstrategien planen; die eigene Stellensuche optimieren etc. (siehe auch E-Portfolio).

Besonderes Merkmal eines Portfolios: es ermöglicht, sich eine systematische Lernstrategie zu erarbeiten. Die Reflexion und Evaluation der eigenen Person, der Lerninhalte sowie der Lernerfahrungen kennzeichnen ein Portfolio (vgl. Arbeitsjournal).
Pädagogische Portfolios haben ihren Ursprung in der Alternative Assessment-Bewegung.
Bei der Übernahme des Portfoliobegriffes in den Bildungsbereich war die inhaltliche Nähe zu Portfolios im künstlerischen und im wirtschaftlichen Bereich beabsichtigt. Das Portfolio im schulischen Bereich zeigt ebenso das Können, die Arbeitsweise und die Entwicklung des Lernenden ähnlich wie das Portfolio im künstlerischen Bereich auf. Es ist einerseits mit der Darstellung und Einschätzung von Kompetenzen verbunden. Andererseits steht die Weiterentwicklung dieser Kompetenzen im Mittelpunkt. Auch die bereits erwähnte Transportierbarkeit des Portfolios wirkte bei der Begriffswahl verstärkend.
Aus der wirtschaftlichen Verwendung lassen sich Analogien in Bezug auf die Risikominimierung bei der Beurteilung ziehen. Hierbei werden von den Portfolioautoren selbst ausgewählte Leistungsnachweise in das Portfolio eingelegt und einer Beurteilungsprozedur unterzogen. Damit bekommen die Autoren die Möglichkeit, ihre besten Leistungen auszuwählen, und minimieren das Risiko, den gestellten Anforderungen nicht zu genügen. Sie bekommen die Möglichkeit, diese besten Leistungen entsprechend ihren Zielen einzusetzen. Bezogen auf die Leistungsbeurteilung bringen sie die Lernenden aus einer reaktiven Rolle des „überprüft Werdenden“ in eine aktive Rolle der „Kompetenzen Darstellenden“.
Portfolioarbeit vollzieht sich anhand mehrerer Prozessschritte, die beginnend bei der Definition des Kontextes über das Sammeln von Dokumenten (Lernprozessbeschreibungen und Lernprodukte), das Auswählen dieser Dokumente in das Portfolio, der Reflexion (als Kernelement der Portfolioarbeit) und Portfolioberatung und den daraus resultierenden Projektionen auf neue Lernziele bis zur abschließenden Präsentation des fertiggestellten Portfolios reichen.
Die Portfolioarbeit wird durch folgende Aspekte charakterisiert:
- Aspekt der Verbindung des Lernprozesses und der Lernprodukte[12]
- Aspekt der Subjekt- und Handlungsorientierung[13]
- Aspekt der Selbstreflexivität des Lernens[14]
- Aspekt einer Kompetenz- statt einer Defizitorientierung[15]

1991 wurde das Europäische Sprachenportfolio als Projekt des Europarates initiiert. Ziel des Europäischen Sprachenportfolios ist es, den Spracherwerbsprozess von Lernenden zu begleiten, Mehrsprachigkeit zu fördern und so zu einer größeren sprachlichen und kulturellen Vielfalt Europas beizutragen.

#### Medizinische Ausbildung
Portfolios werden auch als Ausbildungsmethode in der Medizin eingesetzt, um den Leistungsstand zu dokumentieren und zu reflektieren, so z. B. an der RWTH Aachen, in den Niederlanden, in Großbritannien, den USA), im Iran und in Taiwan). Dabei wird der Lernende an der Sammlung und Auswahl der Inhalte, der Festlegung der Beurteilungskriterien und an der Beurteilung der Qualität der eigenen Arbeit beteiligt. Dient die Reflexion des Lernprozesses vor allem der Bewertung der eigenen fachlichen und außerfachlichen Kompetenzen und z. B. der Identifizierung von Lücken oder besonderen Stärken, ist die schriftliche oder elektronische (auch multimediale) Präsentation der Ergebnisse auch für Bewerbungen oder das Einholen von Feedback relevant. Wie eine Umfrage unter Studenten der RWTH Aachen ergab, wird die anspruchsvolle Idee des Portfolios von ihnen jedoch nur teilweise umgesetzt und dient vor allem organisatorischen Zwecken wie dem Sammeln der Leistungsnachweise.

#### Portfolio-Software für den Bildungsbereich
Es gibt zahlreiche Softwarepakete zur Anlage eines Portfolios mit Funktionen wie Sammeln, Prüfen, Reflektieren, Präsentieren und teils mit Schnittstellen zu den Servern der Hochschulverwaltung. Ihre Handhabung ist unterschiedlich komplex, aber für Erstsemester oft zu anspruchsvoll. Als einfaches Freemium-Produkt wird z. B. Evernote angeboten, als open-source e-Portfolio-Programm kann Mahara genutzt werden.

## Portfolio im abstrakten Sinne

### Wirtschaft
Vor allem in der Wirtschaft spielt der Begriff des Portfolios eine große Rolle. Portfolio ist der Bestand an Forderungen, Investmentvermögen, Produkten, Sondervermögen, Verbindlichkeiten, Vermögenswerten, Wertpapieren oder Urheberrechten, deren Qualität im Zeitablauf Veränderungen unterliegen kann. Das Geschäftsportfolio ist die Zusammensetzung der Geschäftsfelder, auf denen ein Unternehmen tätig ist, insbesondere das Kerngeschäft. Alle Portfolios sind im Rahmen des Portfoliomanagements einer Risikodiversifizierung zu unterziehen, nicht vertretbare Risiken können ganz oder teilweise im Wege des Hedging abgesichert werden.

#### Finanzwesen
Im Bankwesen betrifft das Portfolio entweder die Kombination verschiedener Finanzprodukte für einen Anleger oder die Gesamtheit aller Aktivgeschäfte. Das Wertpapier-Portfolio kann so zusammengestellt werden, dass bei einem gegebenen Anlagebetrag und gegebener Risikoklasse der Gesamtgewinn für den Anleger maximiert wird. Andererseits kann auch ein möglichst geringes Risiko das Ziel sein. Das Kreditportfolio ist der Bestand an Krediten im Kreditgeschäft, der vor allem auf Klumpenrisiko (nach Kreditnehmern, Fremdwährungen, Ratingklassen, Branchen oder Regionen) und Granularität (nach Betragshöhe) zu untersuchen ist. Bei Fonds aller Art heißt das Fondsvermögen auch Fondsportfolio. Im Versicherungswesen ist das Versicherungsportfolio der Versicherungsbestand. Unter einem Immobilien-Portfolio ist eine Anzahl von Immobilien zu verstehen, die über verschiedene Merkmale miteinander verbunden sind. Die Grenzen zwischen Bestandsmanagement, Anlagenwirtschaft und Portfoliomanagement sind kaum zu ziehen. Portfolios sind im Finanzsektor jedenfalls so zu führen, dass sie unter Berücksichtigung von Rendite, Risiko und Gewinn ausgeglichen sind. Dies bedeutet, dass entweder für eine erwartete Rendite das Risiko minimiert oder für ein bestimmtes Risiko die Rendite maximiert werden soll.

#### Vertrieb, Marketing, Produktionsmanagement
Im Vertrieb und Marketing bezeichnet Portfolio eine Kollektion von Produkten, Dienstleistungen, Projekten oder Marken, die ein Unternehmen anbietet. Insofern spricht man auch vom Produktportfolio oder vom Markenportfolio eines Unternehmens. Für den Aufbau eines entsprechenden (Produkt-)Portfolios werden verschiedene Analysetechniken genutzt: B.C.G. Analysis, McKinsey-Portfolio, ADL-Portfolio, Deckungsbeitragsanalyse, Multifaktorenanalyse und Quality Function Deployment. In der Regel versuchen Firmen, sowohl eine Diversifikation als auch ein ausgewogenes Verhältnis von Angeboten in ihrem Portfolio zu erreichen.
Die verschiedenen Produkte eines Unternehmens werden im Boston-Consulting-Group-Portfolio in Abhängigkeit vom relativen Marktanteil und Marktwachstum, je nach Stand im Produktlebenszyklus, in vier Kategorien eingeteilt: Question Marks, Stars, Cashcows und Poor Dogs.
Das Produktportfolio ist eine Untermenge des Unternehmensportfolios, die sich bis auf die Ebene des einzelnen Produktes (Anteil am Umsatz, Gewinn, Zuwachsraten usw.) definieren lässt.
Aus dem Produktportfolio, das alle Produktvarianten umfasst, werden die Vertriebsprogramme entwickelt, da das Produktangebot bei einem weltweiten Vertrieb auf die unterschiedlichen Absatzmärkte und Kundenanforderungen bzw. -bedürfnisse angepasst werden muss. Hier spielen u. a. gesetzliche, nationale, klimatische und kulturelle Unterschiede eine wichtige Rolle. Die Produktangebote (s. a. Produktkatalog) eines Herstellers unterscheiden sich daher in den verschiedenen Ländern mehr oder weniger stark voneinander, was man besonders gut bei den global agierenden Automobilherstellern erkennen kann.

#### IT-Unternehmen
Für große Industrieunternehmen und Banken ist das IT-Portfolio eine Gesamtübersicht aller IT-Anwendungen, IT-Projekte und IT-Mitarbeiterkompetenzen. Der Begriff geht möglicherweise auf einen Aufsatz von F. W. McFarlan zurück. Das IT-Anwendungsportfolio enthält bestehende Systeme, das IT-Projektportfolio die Neu- und Weiter-Entwicklung von Anwendungen oder Infrastruktur-Komponenten und das IT-Mitarbeiterportfolio die Mitarbeiterkompetenzen. Für die systematische Verwaltung und Weiterentwicklung eines IT-Portfolios ist eine eigene Arbeitsdisziplin entstanden, das IT-Portfoliomanagement.
Im Unterschied zu den Inhalten des Finanzportfolios lassen sich IT-Investitionen nicht problemlos in Bargeld umwandeln. Daher sind die Beurteilungsmaßstäbe sowohl wirtschaftlicher als auch strategischer Natur, beispielsweise in der Beurteilung von Wettbewerbsvorteilen. Sie werden beispielsweise in Form einer Balanced Scorecard erfasst.

### Minister
Der Geschäftsbereich eines Ministers wird auch in angelsächsischen Ländern Portfolio genannt.